# Litevská fotbalová soutěž 1924
Třetí ročník Lietuvos futbolo varžybos (Litevská fotbalová soutěž) se hrál za účastí deseti klubů.
Deset klubů bylo rozděleno do dvou skupin a vítězové své skupiny se utkaly o titul. Titul získal  Kovas Kaunas, který vyhrál ve finále nad Sportverein Klaipeda 2:1 a získal tak svůj první titul.